# Paracladura lyrifera
Paracladura lyrifera är en tvåvingeart som först beskrevs av Alexander 1923.  Paracladura lyrifera ingår i släktet Paracladura och familjen vintermyggor. Inga underarter finns listade i Catalogue of Life.